# Sierra Madre Villa (métro de Los Angeles)
Sierra Madre Villa est une station du métro de Los Angeles desservie par les rames de la ligne A et située à Pasadena en Californie.

## Localisation

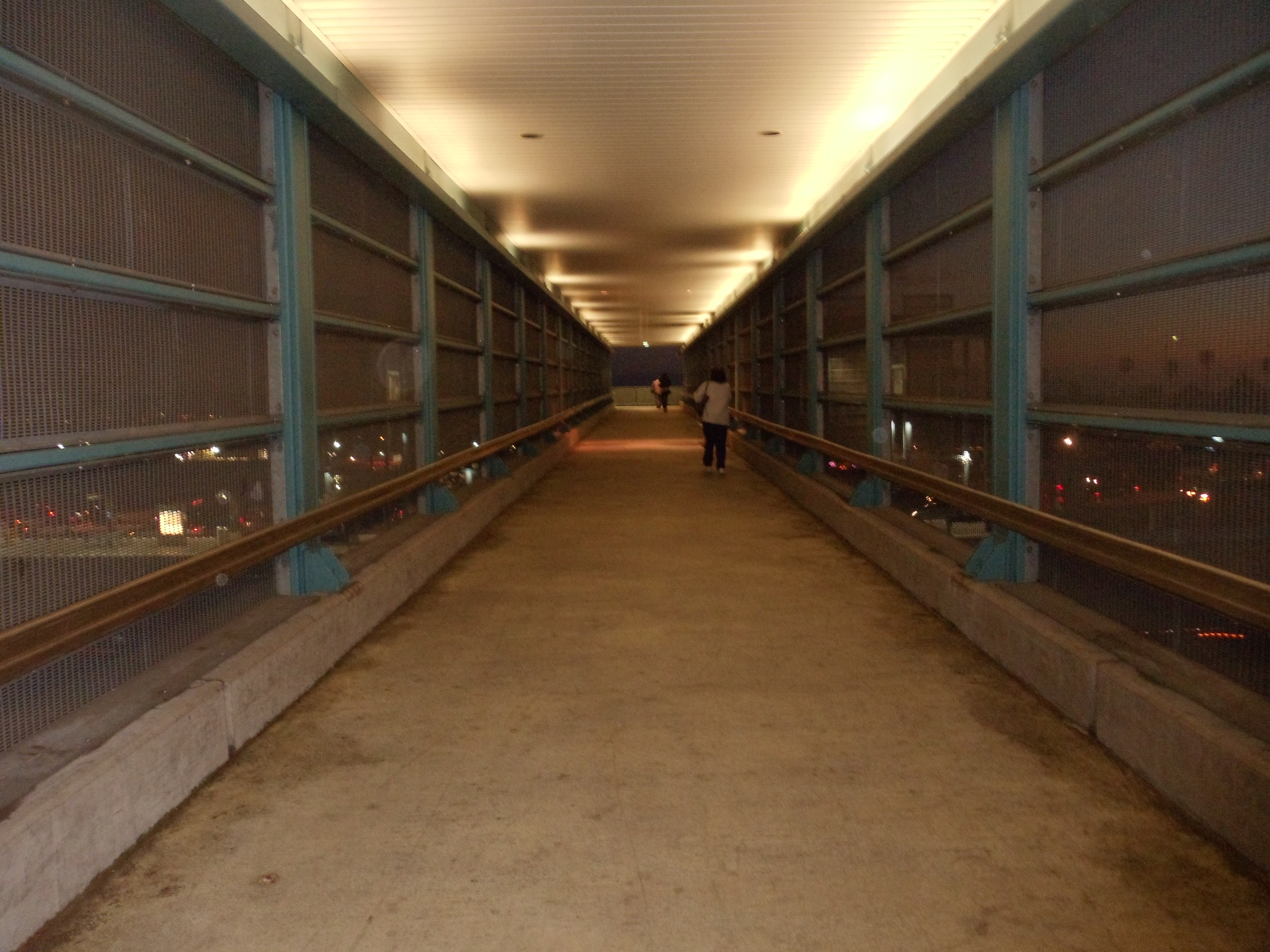
Vue de la passerelle.

Station du métro de Los Angeles en surface, Sierra Madre Villa est située sur la ligne A au croisement de l'Interstate 210 et de Sierra Madre Villa Avenue à Pasadena, au nord-est de Los Angeles. Située au centre de l'autoroute, elle est accessible via une passerelle qui donne accès au côté nord de la voie rapide.

## Histoire
Sierra Madre Villa est mise en service le 26 juillet 2003.
De son ouverture jusqu'au 5 mars 2016, la station constitue le terminus nord de la ligne L. Elle ne l'est plus depuis l'extension de la ligne jusqu'à la station APU/Citrus College.

## Service

### Accueil

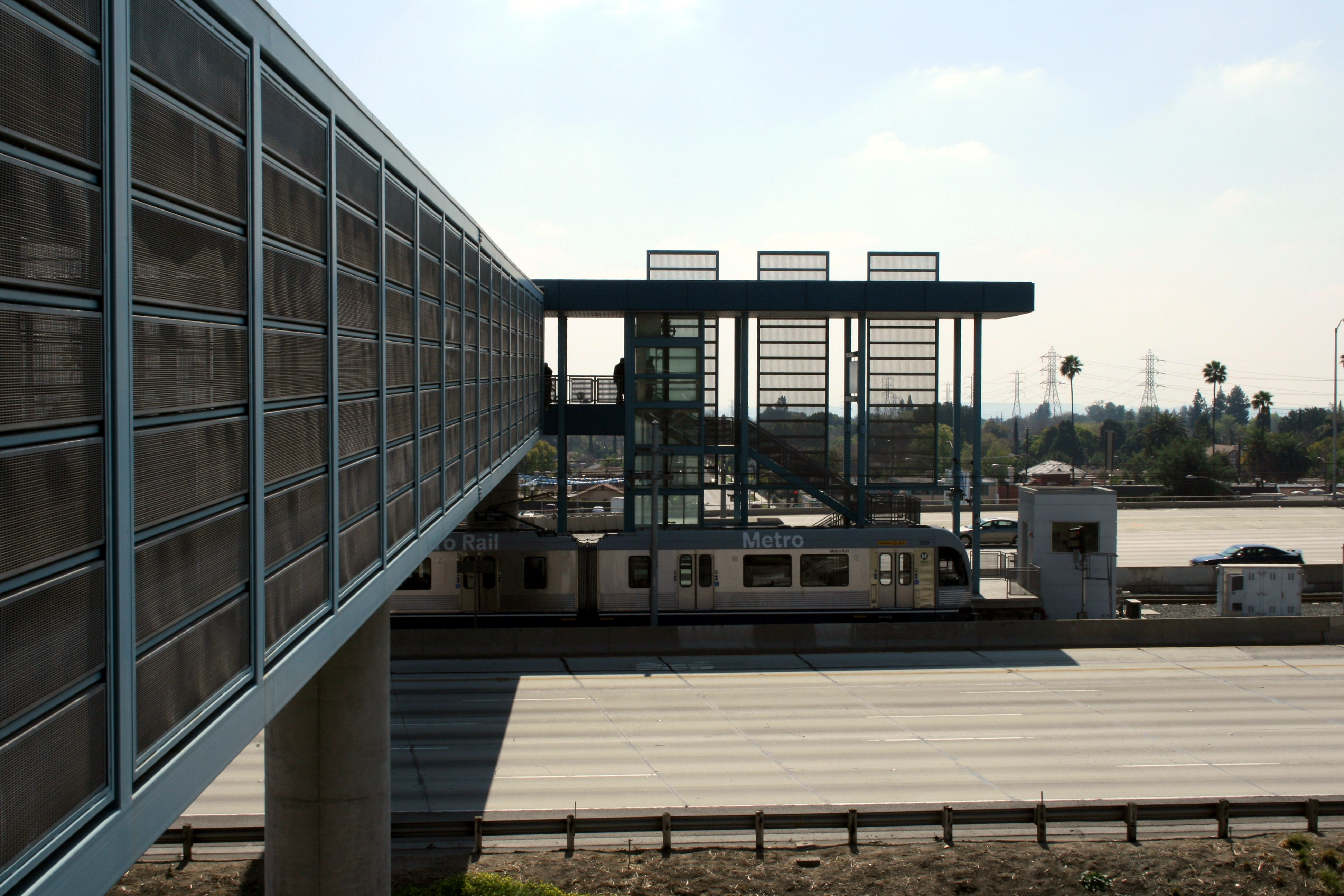
Rame à quai.
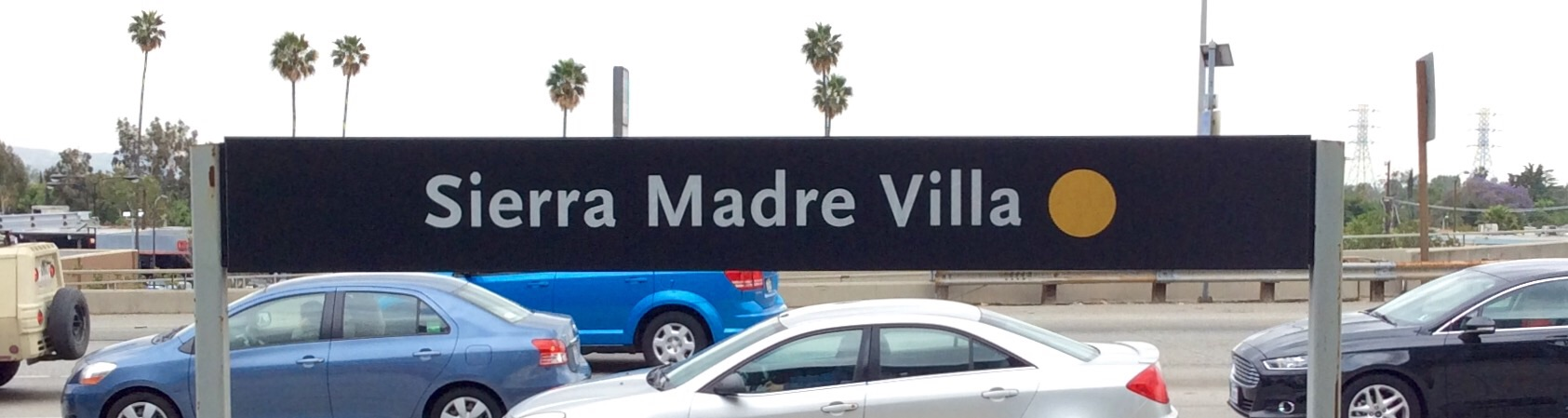
Signalétique.

### Desserte
Elle est située dans la ville de Pasadena, mais demeure non loin de la ville de Sierra Madre.

### Intermodalité
La station dispose de nombreuses places de stationnement ainsi que d'un range-vélos.
La station est desservie par les lignes d'autobus 181, 264, 266 et 487 de Metro et les lignes 31, 32, 40 et 60 de Foothill Transit (en).

## Architecture et œuvres d'art
Des photographies de personnes aux teintes de bleu, ce rappelant la structure bleue de la station qui surplombe l'autoroute, ornent des escaliers menant au quai. Elles ont été réalisées par le photographe Tony Gleaton.